# Francis Bouillon
Pour les articles homonymes, voir Bouillon.
Francis Bouillon (né le 17 octobre 1975 à New York, New York, États-Unis) est un joueur de  hockey sur glace professionnel américain au poste de défenseur. Il est né d'une mère québécoise et d'un père haïtien. Bien qu'il soit né aux États-Unis, il a grandi au Québec.

## Biographie

### Carrière de joueur
Bouillon n'est jamais repêché, lorsqu'il joue avec le Titan de Laval de la Ligue de hockey junior majeur du Québec. Il remporte la coupe Mémorial en 1996 avec les Prédateurs de Granby.
Après avoir évolué dans la Ligue internationale de hockey pendant un an au sein des Rafales de Québec, les Canadiens l'embauchent en 1998 comme agent libre. Il porte pendant quatre matchs les couleurs des Predators de Nashville durant le début de la saison 2002-2003, avant d'être réclamé au ballotage par les Canadiens.
Bouillon joue également pour l'équipe américaine de hockey sur glace lors des championnats du monde de 2003 à Helsinki récoltant une aide en six matches.
Le joueur de New York subit une entorse à une cheville le 18 mars 2006 contre les Penguins de Pittsburgh et rate les autres parties de la saison 2005-2006. Durant l'été 2006, il subit une opération à un genou et rate dix-neuf rencontres au début de la saison 2006-2007. En dix-sept parties jouées, il marque un but et une passe.
Le 1er juillet 2006, Bouillon signe un contrat de trois ans avec les Canadiens de Montréal devant lui rapporter 5 625 000 dollars américains, soit 1 875 000 dollars par saison. Le 21 septembre 2009 à la suite du précédent contrat, il signe un contrat d'un an avec les Predators de Nashville pour 750 000 dollars. Le premier juillet 2012, il fait un retour avec les Canadiens de Montréal pour un contrat d'une durée d'une saison et obtient une prolongation de contrat d'un an pendant la saison 2012-2013. C'est avec le club montréalais qu'il termine sa carrière dans la Ligue nationale de hockey.
Il met un terme officiel à sa carrière le 25 septembre 2015, après une ultime saison passée au HC Ambrì-Piotta en Suisse.

### Carrière d'entraîneur
Le 5 juillet 2017, il est nommé au poste d'entraîneur, développement des joueurs pour l'organisation des Canadiens de Montréal. Il succède à Rob Ramage, promu au poste de directeur du développement des joueurs.

### Carrière télévisuelle
À partir de l'automne 2016, Francis Bouillon anime une émission sur le canal Ztélé. Son émission, intitulée "Expédition Extrême" fait vivre à des personnalités connus québécoises, notamment Jean Pascal et Anne-Marie Losique, des situations périlleuses s'inspirant d'un fait vécu.

## Statistiques
Pour les significations des abréviations, voir Statistiques du hockey sur glace.
| Saison     | Équipe                         | Ligue       |     | Saison régulière | Saison régulière | Saison régulière | Saison régulière | Saison régulière |   | Séries éliminatoires | Séries éliminatoires | Séries éliminatoires | Séries éliminatoires | Séries éliminatoires |
| Saison     | Équipe                         | Ligue       | PJ  | B                | A                | Pts              | Pun              | PJ               | B | A                    | Pts                  | Pun                  |                      |                      |
| 1991-1992  | Canadiens de Montréal-Bourassa | MAAA        | 42  | 2                | 5                | 7                | 28               | 9                | 1 | 0                    | 1                    | 6                    |                      |                      |
| 1992-1993  | Titan de Laval                 | LHJMQ       | 46  | 0                | 7                | 7                | 45               | -                | - | -                    | -                    | -                    |                      |                      |
| 1993-1994  | Titan de Laval                 | LHJMQ       | 68  | 3                | 15               | 18               | 129              | 19               | 2 | 9                    | 11                   | 48                   |                      |                      |
| 1994-1995  | Titan de Laval                 | LHJMQ       | 72  | 8                | 25               | 33               | 115              | 20               | 3 | 11                   | 14                   | 21                   |                      |                      |
| 1995-1996  | Prédateurs de Granby           | LHJMQ       | 68  | 11               | 35               | 46               | 156              | 21               | 2 | 12                   | 14                   | 30                   |                      |                      |
| 1996-1997  | Nailers de Wheeling            | ECHL        | 69  | 10               | 32               | 42               | 77               | 3                | 0 | 2                    | 2                    | 10                   |                      |                      |
| 1997-1998  | Rafales de Québec              | LIH         | 71  | 8                | 27               | 35               | 45               | -                | - | -                    | -                    | -                    |                      |                      |
| 1998-1999  | Canadiens de Fredericton       | LAH         | 79  | 19               | 36               | 55               | 174              | 5                | 2 | 1                    | 3                    | 0                    |                      |                      |
| 1999-2000  | Canadiens de Montréal          | LNH         | 74  | 3                | 13               | 16               | 38               | -                | - | -                    | -                    | -                    |                      |                      |
| 2000-2001  | Citadelles de Québec           | LAH         | 4   | 0                | 0                | 0                | 0                | -                | - | -                    | -                    | -                    |                      |                      |
| 2000-2001  | Canadiens de Montréal          | LNH         | 29  | 0                | 6                | 6                | 26               | -                | - | -                    | -                    | -                    |                      |                      |
| 2001-2002  | Citadelles de Québec           | LAH         | 38  | 8                | 14               | 22               | 30               | -                | - | -                    | -                    | -                    |                      |                      |
| 2001-2002  | Canadiens de Montréal          | LNH         | 28  | 0                | 5                | 5                | 33               | -                | - | -                    | -                    | -                    |                      |                      |
| 2002-2003  | Predators de Nashville         | LNH         | 4   | 0                | 0                | 4                | 2                | -                | - | -                    | -                    | -                    |                      |                      |
| 2002-2003  | Canadiens de Montréal          | LNH         | 20  | 3                | 1                | 4                | 2                | -                | - | -                    | -                    | -                    |                      |                      |
| 2002-2003  | Bulldogs de Hamilton           | LAH         | 29  | 1                | 12               | 13               | 31               | -                | - | -                    | -                    | -                    |                      |                      |
| 2003-2004  | Canadiens de Montréal          | LNH         | 73  | 2                | 16               | 18               | 70               | 11               | 0 | 0                    | 0                    | 7                    |                      |                      |
| 2004-2005  | Leksands IF                    | Allsvenskan | 21  | 6                | 12               | 18               | 34               | -                | - | -                    | -                    | -                    |                      |                      |
| 2005-2006  | Canadiens de Montréal          | LNH         | 67  | 3                | 19               | 22               | 34               | 6                | 1 | 2                    | 3                    | 10                   |                      |                      |
| 2006-2007  | Canadiens de Montréal          | LNH         | 62  | 3                | 11               | 14               | 52               | -                | - | -                    | -                    | -                    |                      |                      |
| 2007-2008  | Canadiens de Montréal          | LNH         | 74  | 2                | 6                | 8                | 61               | 7                | 1 | 2                    | 3                    | 4                    |                      |                      |
| 2008-2009  | Canadiens de Montréal          | LNH         | 54  | 5                | 4                | 9                | 53               | 1                | 0 | 0                    | 0                    | 0                    |                      |                      |
| 2009-2010  | Predators de Nashville         | LNH         | 81  | 3                | 8                | 11               | 50               | 6                | 0 | 0                    | 0                    | 6                    |                      |                      |
| 2010-2011  | Predators de Nashville         | LNH         | 44  | 1                | 9                | 10               | 27               | -                | - | -                    | -                    | -                    |                      |                      |
| 2011-2012  | Predators de Nashville         | LNH         | 66  | 4                | 7                | 11               | 33               | 10               | 0 | 3                    | 3                    | 2                    |                      |                      |
| 2012-2013  | Canadiens de Montréal          | LNH         | 48  | 1                | 8                | 9                | 21               | 5                | 0 | 0                    | 0                    | 17                   |                      |                      |
| 2013-2014  | Canadiens de Montréal          | LNH         | 52  | 2                | 4                | 6                | 34               | 9                | 2 | 0                    | 2                    | 4                    |                      |                      |
| 2014-2015  | HC Ambrì-Piotta                | LNA         | 31  | 0                | 11               | 11               | 30               | 5                | 0 | 4                    | 4                    | 4                    |                      |                      |
| Totaux LNH | Totaux LNH                     | Totaux LNH  | 776 | 32               | 117              | 149              | 536              | 55               | 4 | 7                    | 11                   | 50                   |                      |                      |